# 甜大节竹
甜大节竹（学名：Indosasa angustata）为禾本科大节竹属下的一个种。